# Tassogramma
Un tassogramma (o determinativo o classificatore) è un segno di sistema logografico che specifica il campo semantico. È privo di valore fonetico.
I tassogrammi accompagnano altri logogrammi, chiarendone la lettura: possono seguirli (come per i geroglifici egizi) o anche precederli (come per il cuneiforme).
Per la lingua egizia, i determinativi erano già stati studiati da Jean-François Champollion nella sua Grammaire égyptienne.